# Stàraia Raitxikha
Stàraia Raitxikha (en rus: Старая Райчиха) és un poble de l'óblast de l'Amur, a Rússia, que el 2018 tenia 324 habitants, pertany al districte de Bureiski.